# Горчаков, Сергей Григорьевич

Управделами НКТиП РСФСР, — Горчаков (Гринцер) С.
СНК. Народный комиссариат торговли и промышленности РСФСР, рабочий кабинет 1918 г.

Письмо Наркома Внешней торговли РСФСР Красина Л. Б. Полпреду РСФСР в Италии Воровскому В. В. 1923 г.

Серге́й Григо́рьевич Горчако́в (Шмуль-Хаим Исерович Гринцер; 1860, Одесса, Херсонская губерния — 5 августа 1936, Москва) — в императорской России ветеринарный врач, статский советник, зам. начальника Ветеринарного управления Министерства Внутренних Дел, председатель русского ветеринарного общества, автор научных работ по ветеринарному делу. После Октябрьской революции на службе в советской России — один из первых участников восстановления торговых связей РСФСР — СССР с рядом иностранных государств, член коллегии Наркомата торговли и промышленности (НКТиП) РСФСР, управляющий делами НКТиП (1917—1920), управляющий делами и начальник административного управления НКВТ РСФСР (1920—1921), зам. Торгпреда и Торгпред РСФСР в республике Польша (1921—1923), Торгпред СССР в Италии (1923—1924).

## Общие биографические данные
Шмуль-Хаим Исерович Гринцер родился в Одессе. Из мещан. Еврей. По семейным преданиям его предки проживали в Херсонской губернии лишь с конца XVIII-го века, переселившись сюда из Австрии (известны имена двух его родных братьев и сестры). Среднее образование молодой человек получил в Одесском коммерческом училище, будучи ещё студентом старших классов научился полностью сам себя содержать, давая частные уроки и подрабатывая в периодической прессе. В 1881 году Гринцер поступает в Варшавское ветеринарное училище, которое оканчивает с отличием 13 июня 1885 года получив степень ветеринарного врача. Распоряжением Медицинского департамента МВД молодой специалист сначала был командирован в Тверскую губернию для усиления ветеринарного состава по борьбе с эпизоотией сибирской язвы, но уже 18 сентября 1885 года он, по личному прошению был принят на работу в Новомосковскую земскую управу на должность земского ветеринарного врача Новомосковского уезда. В восьмидесятые годы 19 века в круг обязанностей ветеринаров не входило оказание какой-либо лечебной помощи домашним животным и скоту в том виде, как это принято в настоящее время. Тогда усилия ветеринарной службы были направлены лишь на обнаружение,  диагностику заболеваний (чума и др.) и  проведение административно-сдерживающих мер по распространению эпизоотий. Деятельность ветеринарного врача Гринцера в борьбе с эпизоотиями в Новомосковском уезде была оценена земской управой как "беспримерная", что подтверждают  сохранившиеся документальные свидетельства. Ещё за несколько лет до своего приезда в Новомосковск Шмуль-Хаим Гринцер познакомился в Одессе с купеческой дочерью Ревеккой Гершковной Лифшиц (1863—1941), чьи родители трагически погибли ещё в довольно молодом возрасте. Осиротевшую девушку воспитывала её родная тётка, которая всячески препятствовала ухаживаниям настойчивого жениха, считая Гринцера: "не ровнёй" богатой невесте. "Не видать тебе её, как своих ушей," - заявила она молодому человеку, который, подойдя к зеркалу спокойно произнёс: "прекрасно вижу свои уши!" В 1881 году Гринцер уводит из приёмной семьи свою избранницу и затем женится на ней. Вскоре он выезжает с молодой женой в Варшаву для получения высшего образования.
В Российской империи лица иудейской веры на государственную службу не допускались, поэтому Гринцер воспользовался  единственным способом обойти данное ограничение, это принять православие. Его крещение состоялось в конце 1888, либо в первой половине 1889 года, так как на момент записи о рождении сына Александра 5 октября 1888 года и его обрезании 12 октября в канцелярии новомосковского городового раввина, Гринцер с супругой оставались иудейского вероисповедания с прежними именами: Шмуль-Хаим Исерович и жена его Ревека Гершковна. Во время состоявшегося таинства крещения в Свято-Троицком соборе Новомосковска супругами согласно святцев были получены православные имена Сергей Григорьевич и Вера Григорьевна.

## Служба в Российской империи
8 августа 1891 года распоряжением Министра Внутренних дел С.Г. Гринцер был утверждён в должности земского ветеринарного врача Новомосковскаго уезда, с сохранением права государственной службы по чинопроизводству. 24 июля 1893 года старший ветеринарный врач был утвержден в должности губернского земского ветеринара. Тогда же состоялся переезд семьи из Новомосковска в Екатеринослав, местом дальнейшего проживания стал дом Берестецкого по улице Волосской. 1 января 1895 года губернскому земскому ветеринару был присвоен чин коллежского секретаря. В том же году под его началом в Екатеринославе начинает действовать бактериологическая станция. Работа станции  оказалось настолько успешной, что только за 1896 год были привиты 93775 овец, 10246 голов рогатого скота, 2726 лошадей, 128 коз и 37 свиней (всего 106912 голов). В 1896 году С.Г. Гринцеру был присвоен очередной чин титулярного советника. За "отлично-усердную и ревностную службу и за особые труды" он был награждён орденом Святого Станислава 3-й степени.

Отчёт С.Г. Гринцера по закупке 27467 лошадей

В целях создания общего контакта ветеринарной службы с другими сельскохозяйственными областями Екатеринославский губернский земский ветеринар неоднократно был командируем в смежные губернии: Полтавскую, Херсонскую, Таврическую и Область Войска Донского. Началом отсчёта нахождения ветеринара на государственной правительственной службе следует считать 1898 год, именно тогда он был зачислен в постоянный штат ведомства МВД РИ, став участником крупной правительственной закупки лошадей для нужд крестьянских хозяйств пострадавших от сильнейшей засухи и неурожая 1897/1898 года. Лошади особо выносливых пород закупались преимущественно у киргизов кочевавших в Оренбургском и Тургайских районах России. Вся операция проходила в два этапа, сначала в тяжёлых условиях зимней стужи и непогоды, а затем при весеннем разливе рек. Табуны лошадей формировались в сборных пунктах, где после осмотра доставлялись по железной дороге в пострадавшие губернии. Под непосредственным руководством С.Г. Гринцера тогда было закуплено 27467 лошадей, что составило почти 40% от 2-х аналогичных закупочных операций проведённых правительством в том же году (всего в 3-х операционных районах России было закуплено 69172 лошади). 8 августа 1898 года за выдающиеся отличия Гринцеру был присвоен чин коллежского асессора (8 класс) с утверждением в должности Оренбургского губернского ветеринара (чин 5 класса, статского советника) и присвоении ордена Святой Анны 3-й степени. Известно, что во время своей 4-х летней службы в Оренбургской губернии произошла значительная реорганизация всех ветеринарных участков, а также состоялся 1-й съезд ветеринарных врачей губернии. 21 февраля 1902 года  состоялся перевод ветеринара в Санкт-Петербург во вновь образованное Ветеринарное управление МВД РИ, на должность Делопроизводителя (руководителя) III-го отдела управления. Надворный советник С.Г. Гринцер за выработку ветеринарной части Русско-Германского торгового договора 1904 года был награждён чином коллежского советника. Он неоднократно был командируем Германию для урегулирования недоразумений возникающих в деле экспорта животноводческой продукции. В 1906 году Сергею Григорьевичу был присвоен чин статского советника, со старшинством с 18 сентября 1901 года. В дальнейшем чиновник принимал участие в Совете по железнодорожным делам, Съезде представителей русских железных дорог, в Конвенционно-Тарифном комитете в качестве официального представителя при обсуждении вопросов связанных с транспортировкой гуртового скота, мяса, шерсти и кож, как по внутренним, так и заграничным сообщениям, при выработке тарифов и т. п. Принимал участие в междуведомственной комиссии по введению обложения пошлинами отправляемой транзитом через Владивосток в Маньчжурию и обратно животноводческой продукции. Являлся консультантом Правления гражданской части Китайской Восточной Железной Дороги, состоял в совещании при Правлении дороги по вопросам ветеринарно-санитарного надзора с момента её учреждения. Участвовал в особом междуведомственном совещании по обсуждению вопросов вытекающих из положения созданного договором России и Монголии. Совместно с представителем от Германского Министерства земледелия профессором Робертом фон Остертагом производил в прибалтийских и польских губерниях, в Петербурге и Москве в 1913 году исследования постановки экспорта живой сельскохозяйственной продукции в Германию, и проверке состояния существующих для этих надобностей оборудования на пограничных переходных пунктах. По поручению Главноуправляющего Землеустройства и Земледелия А. В. Кривошеина, С.Г. Гринцер написал  капитальный труд в двух частях: "Современное положение ветеринарного дела в России" (Документы и материалы к предстоящему пересмотру русско-германского торгового договора 
в 1914 году). 
Издание его книги совпало с началом первой мировой войны, в то время когда бывшие партнёры и союзники, а ныне непримиримые военные противники надолго отложили все торговые вопросы, вернувшись к подписанию торгового договора лишь в 1925 году. Но несмотря на прошедший век работа Гринцера не потеряла своей весьма высокой научной ценности, т.к. в ней дан подробный разбор истории ветеринарного законодательства в Российской империи и тех мероприятий, которые государство предпринимало для борьбы с животными эпизоотиями. За свои труды Гринцер тогда был награждён почётным орденом Святого Владимира 4-й степени. 
По поручению правительства статский советник в 1914-1916 годах совершил ряд поездок на Дальний Восток, в Западную Сибирь, Закавказье и Туркестанский край для исследования местных торгово-промышленных и хозяйственных условий по изменению мер к улучшению таковых. 30 октября 1915 года по высочайшему монаршему повелению Сергей Григорьевич получил разрешение впредь именоваться по фамилии Горчаковым. Как представитель от правительства он присутствовал на областных Съездах в Харькове и Киеве. Принимал участие в Бюджетной комиссии Государственной Думы и Финансовой комиссии Государственного Совета при обсуждении финансовых смет, продолжая свои рабочие поездки в районы Западного и Юго-Западного фронтов Армий, для проверки условий снабжения таковых продовольствием. 
В начале 1917 года по неустановленной причине С.Г. Горчаков подал в отставку из МВД, и уже 11 января 1917 года определился на службу по ведомству Министерства Торговли и Промышленности, вступив в должность чиновника особых поручений 5 класса при Министре. После свершения Февральской революции исполняя просьбу Петроградского городского продовольственного комитета временно принял на себя должность управляющего его делами, затем был командирован в Западную Сибирь, для организации закупок и плановой доставки продовольствия в Петроград. Во второй половине 1917 года вступил в должность редактора журнала «Известия по внешней торговле». До октября 1917 года являлся одним из заметных представителей Отдела Внешней торговли в совещательных учреждениях Министерства Продовольствия и Внутренних дел, по делам касающимся торговли и промышленности.

## На советской службе[40]
После Октябрьской революции в числе первых из бывшего Министерства Торговли и Промышленности перешёл на службу в Народный Комиссариат Торговли и Промышленности (впоследствии переименован в Наркомвнешторг). В НКВТ состоял со времени его учреждения и до июля 1921 г., занимая должность управляющего делами комиссариата, затем начальника его административного управления, одновременно являясь редактором журнала «Вестник Народного Комиссариата Торговли и Промышленности».
 В 1918 и 1919 гг. проводил обследования деятельности местных торговых отделов НКВТ РСФСР в Приволжских губерниях, после чего таковые были упразднены в Астрахани и Саратове. В 1920 году был командирован в Персию во время вспыхнувшей там революции и происходивших военных действий, для определения возможности восстановления торговых сношений. Вскоре явилась возможность снабжать Красную Армию продовольствием, в котором она в то время испытывала острую нужду и начат регулярный товарообмен. До 1 марта 1921 года из данного региона в РСФСР было вывезено 300 тысяч пудов риса и 13,7 тысяч пудов сабзы (безсемянного изюма). Данное обстоятельство можно определить, как один из первых прорывов в экономической блокаде организованной Антантой против РСФСР. В 1918—1921 гг. являлся постоянным представителем от НКВТ в заседаниях Малого Совнаркома, при рассмотрении почти всех его законодательных предложений и финансовых смет, за неимением в то время в составе наркомата необходимых специальных сил. 4 августа 1921 года в составе полномочного представительства РСФСР был направлен в Польшу для организации        Торгпредства, где сначала как заместитель, а с 21 октября 1921 года уже и как уполномоченный НКВТ (Торгпред) заключил договор с такой крупной кампанией как «Польский Ллойд», о транзитном провозе товаров приобретенных в Польше и других европейских странах. Затем им были заключены торговые договоры с «Мирковской писчебумажной фабрикой», производителями механических агрегатов «Шайблер и Громан», фирмами «Фитцнер и Гампер» и другими объединениями. От имени советского правительства он был уполномочен на проведение переговоров по заключению и подписанию Торгового договора между РСФСР и Польшей (по политическим причинам торговый договор между странами в 1922 году подписан не был). 12 июня 1922 года в результате межправительственного конфликта С.Г. Горчаков был отозван из Польши в РСФСР, а затем 4 декабря 1922 года вновь был направлен в Варшаву, как советский торгпред. Вывоз и транзит из Польши состоял преимущественно из следующих товаров: анилиновые краски, эмалированная посуда, аптекарские товары, металлические изделия, электрические лампочки, колониальные товары, пряжа, хлопок, дубильный экстракт, автомобильные запчасти, парафин, сода, селитра, бобины, сельскохозяйственные машины, косы, плуги, химические товары, галантерея, канцелярские принадлежности.

Италия, Рим, 1924 г. Вручение грамоты королю Италии. Подписан торговый договор, СССР признан де-юре. Торгпред С. Г. Горчаков (1-й справа) и Полномочный представитель СССР в Италии К. К. Юренев (Кротовский) (2-й справа) с сотрудниками полпредства

Италия, Турин, 1924 г. Завод Фиат. Презентация нового автомобиля Fiat 501, за рулём торгпред СССР в Италии С. Г. Горчаков

27 февраля 1923 г. С.Г. Горчаков был направлен в Италию в качестве советского Торгпреда. В течение своей 2-х годичной службы смог расширить импортные и экспортные операции, впервые после Первой мировой войны завоевал итальянский рынок для русских нефтяных продуктов и марганцевой руды, установил постоянные грузовые рейсы между Италией и портами Черноморского побережья. После трагической гибели советского полпреда в Италии В. В. Воровского принял активное участие в разработке первого Торгового договора СССР с Италией, являясь вице-председателем русской делегации и фактически её руководителем. "За 9 месяцев 1924 г. экспорт из СССР в Италию возрос на 68%, импорт - на 22%, при этом экспорт превысил импорт более чем в 10 раз. Италия в 1924 г. занимала пятое место (4,1%) в общем экспорте СССР. Подавляющую часть советского экспорта в Италию (80%) в этот период составляли зерно, нефтепродукты, лесоматериалы, масло животное, жмыхи, семена, лен, яйца".
Сводка по грузообороту между советской Россией и Италией в млн рублей:
| годы | общий экспорт | общий импорт |
| ---- | ------------- | ------------ |
| 1922 | 3.5           | 0.3          |
| 1923 | 6.3           | 0.7          |
| 1924 | 10.7          | 0.9          |

С декабря 1924 г. — член правления Торгпредства СССР во Франции, где основные усилия специалиста были направлены на организацию аппарата по оперативной работе на широких кредитных началах. С конца 1925 года — член правления русско-германского торгового акционерного общества «Русгерторг» 
(Берлин, Литценбургерштрассе 11). Работа в Германии была сосредоточена на закупках оборудования и машин для советской тяжёлой промышленности, а также на учётных и транспортных операциях. С 19-го ноября 1926 года занимал пост Уполномоченного Московской Конторы Берлинского Торгпредства. В августе 1927 года переведён на должность Заведующего Экспортным Отделом Торгпредства СССР в Финляндии и замещающего Торгпреда во время его отсутствия. Для изжития практики «посреднических фирм» принимал самые жёсткие меры, что дало положительный результат. Если 1927/28 г. было заключено 13 монопольных договоров, то на 1928/29 г. числилось всего 9 таких договоров, из которых в чистой форме на 1 октября 1929 г. действовало только пять. Эти мероприятия приводили к росту прибылей советского торгпредства, поскольку  появилась возможность выбирать из нескольких конкурирующих фирм, предложение которой было более выгодно нашей стороне. 
В конце 1928 года старейший из действующих сотрудников с момента открытия наркомата внешней и внутренней торговли завершил свою службу на благо России, получив персональную пенсию республиканского значения. Сергей Григорьевич Горчаков владел многими иностранными языками: китайским, немецким, французским, итальянским и польским. Свои последние годы проживал с семьёй в Москве по адресу Старопименовский переулок № 4, тяжело болел, и в 1936 году в возрасте 76 лет умер. Похоронен на Новом Донском кладбище, в колумбарии № 1.

## Семья
- Сыновья — Григорий Сергеевич Горчаков (1886, Новомосковск — 1963, Рига), военный деятель; Александр (5 октября 1888, Новомосковск — 1967, Москва)[16], управляющий канцелярией Астраханского губернатора.
- Дочери — Наталья Сергеевна Попова (18 июля 1882, Варшава? — 1975), математик и педагог-методист; Елена (5 ноября 1884, Варшава[67] — ?), Лидия (20 февраля 1893, Новомосковск — 1982, Казахстан), Екатерина (5 апреля 1897, Екатеринослав — 3 марта 1991, Москва).
- Один из его племянников — Илья Моисеевич Гринцер — видный одесский педагог и филолог, автор ряда научных и методических трудов; другой племянник — Григорьев, Григорий Михайлович (военный) — кадровый офицер императорской армии, интендант 50-й пехотной дивизии, подполковник (1917) и, третий племянник — инженер, народоволец и социал-демократ Яков-Иосиф Моисеевич Гринцер (1865—?) — заместитель заведующего отделом экономики промышленности в ВСНХ РСФСР.[68] Внучатый племянник — Моисей Давидович Гринцер (1904—1991), экономист и мемуарист; сын внучатого племянника — П. А. Гринцер, лингвист.[69]
- Зять — Григорий Иванович Болдырев, экономист.

## Основные труды
- «Современное положение ветеринарного дела в России // Материалы к пересмотру торгового договора с Германией» // Сиб.: типография Киршбаума В. О. (отделение), 1914 г. 377 страниц.
- «Отчет по правительственной закупке в Оренбургском районе 27467 лошадей и доставке их для нужд населения губерний, пострадавших от неурожая 1898 г. / Соч. Уполномоч. М-ва вн. дел С.Г. Гринцера. - Оренбург : типо-лит. Губ. правл., 1899. - 79 с.
- Доклад ветеринарного врача Гринцера на заседании Комитета Общественного здравия г. Новомосковска, Екатеринославской губернии, по ликвидации чумной эпизоотии (стенограмма) от 16 ноября 1886 г. Стр. 99
- «К вопросу о прививании животным сибирской язвы в России» // «Южанин» № 285 1885 г.
- «К вопросу о сибирской язве в Новомосковском уезде», «Постановления» Новомосковского ХХ губернского земского собрания за 1885 г.
- «О коленной хромоте у лошади» // «Сельский хозяин» № 24 1886 г.
- «К дифференциальному диагнозу бешенства у собак» // «Архив ветеринарных наук» № 6 1887 г.
- «Два случая травматического искривления penisa у жеребца и быка» // «Архив ветеринарных наук» № 6 1887 г.
- «Случай задержания мочи вследствие судорожного сокращения шейки мочевого пузыря у лошади» // «Архив ветеринарных наук» № 6 1887 г.
- «Действие сулемы на микроорганизмы сибирской язвы» // «Архив ветеринарных наук» № 1 1888 г.
- «К вопросу об упорядочении ветеринарной части в Екатеринославской губернии» // «Екатеринославские губ. ведомости» № 9 и 10 1888 г.
- «О некоторых агентах, парализующих скотопромышленное дело на юге России» // «Вестник общественной ветеринарии» № 17 1889 г.
- «Сельскохозяйственный кризис и одна из мер к ослаблению его (увеличение продуктивности нашего скота)» // «Екатеринославские губ. ведомости» № 50 и 51 1889 г.
- «Ближайшие причины падения южно-русского скотоводства» // «Вестник общественной ветеринарии» № 17 1889 г.
- «Чума и ящур, как ближайшие причины падения южно-русского скотоводства» // «Вестник Общественной ветеринарии» № 22 1890 г.
- «Исторический ход развития вопроса о борьбе с чумными эпизоотиями в Екатеринославском губернском земстве» // «Архив ветеринарных наук» 1890 г.
- «Скотоводство в России» // Ветеринарное обозрение. М., 1902 г.
- «Ветеринарное дело в русском законодательстве» // «Архив ветеринарных наук». 1906 г.
- «Ветеринария, страхование скота» Петроград 1916.
- «Проблемы нашего экспорта скота и продуктов животноводства» РСФСР 1919 г.

## Награды
- Медаль «В память царствования императора Александра III»
- Медаль «В память 300-летия царствования дома Романовых»
- Орден Святого Станислава 3 степени (ВП 08.08.1895)
- Орден Святой Анны 3 степени (ВП 06.12.1901)
- Чин Коллежского советника (ВП 06.12.1904)[70]
- Орден Святой Анны 2 степени (ВП 06.12.1907)
- Орден Святого Владимира 4 степени (ВП 06.12.1913)[71] — как «получивший орден Св. Анны, на основании пункта 6 статьи 459, за проект, приведение в исполнение которого умножило государственные доходы и послужило к улучшению части сельского хозяйства, принёс подобным проектом вторично такую же пользу».